# Ode to Billie Joe
"Ode to Billie Joe"  er en sang fra 1967, skrevet og indspillet af  Bobbie Gentry,  en singer-songwriter fra Chickasaw County, Mississippi, USA. Singlen, som blev udgivet I slutningen af juli måned, blev et nr. 1 hit i USA og fik også høje salgstal internationalt. Billboard placerede den på tredjepladsen over singleudgivelser i 1967. Sangen er placeret som nr. #412 på Rolling Stone's liste "the 500 Greatest Songs of All Time".  "Ode to Billie Joe" indbragte otte Grammynomineringer, som resulterede i  tre priser for Gentry og én for arrangementet, der tilfaldt Jimmie Haskell.
Gentry havde kontrakt med Capitol og fik mulighed for at indspille sin første egen single, som hun også selv producerede. Valget var faldet på countryrock-sangen "Mississippi Delta", men det blev B-siden, "Ode to Billie Joe", der med sin sparsomme musikalske ledsagelse og kontroversielle lyrik blev foretrukket af radiostationerne. Interessen blev ikke mindre, da det kom frem, at pladeselskabet havde udsendt en forkortet version af sangen, hvilket gav anledning til spekulationer om den tekst, der stod tilbage.
Sangen blev hurtigt et landsdækkende hit, der i fire uger var placeret som nummer et på Billboard Hot 100 i august samme år. Den fandt også vej til andre lande, og nummeret solgte over tre millioner eksemplarer. Sangen blev også inkluderet på Gentrys debutalbum opkaldt efter hittet, der tilsvarende blev et stort hit og var det album, der overtog førstepladsen i USA efter The Beatles' Sgt. Pepper's Lonely Hearts Club Band. Tallahatchie Bridge, som spiller en stor rolle i sangen, var en bro over Tallahatchie River ved Money, ca. 16 kilometer nord for Greenwood, Mississippi. Broen styrtede i floden i 1972 og er senere blevet erstattet af en anden bro. 

## Melodi
Melodien er en melankolsk countryblues/bluegrass ballade i d-dur. De grundlæggende akkorder er  C-G-F7. Den består af fem vers uden b-stykke.

## Tekst
Teksten er en fortælling i første person, hvor fortælleren efter en intro i første vers, der beskriver arbejdsdagen i marken, gengiver dialogen ved middagsbordet den 3. juni, efter at moderen har fortalt, at "Billie Joe McAllister er sprunget ud fra Tallahatchie Bridge." Selv om det ikke udtrykkes eksplicit, må det formodes, at Billie Joe begik selvmord. De følgende vers understreger kontrasten mellem tragedien og den banalitet, som hverdagsstemningen og samtalen ved bordet skaber. Umiddelbart er det familiens ligegyldighed overfor den tragiske hændelse, der er temaet. Faderens bemærkning: "Well, Billie Joe var ikke i besiddelse af den mindste smule fornuft. Vær’ rar at række mig kiksene", og moderens udtrykte ærgrelse over, at fortælleren er tavs og ude af stand til at spise en bid af maden, selv om moderen har ”lavet mad hele dagen”,  understreger, at familien åbenbart ikke forstår, hvor stærkt datteren er berørt af tragedien. 
Selv om nyheden får broderen til at tænke tilbage: “Jeg så ham ved savmøllen i går”, fortsætter han ubekymret med at spise mere pie.
De fleste kommentatorer påpeger, at der er nogle dunkle punkter i plottet og har derfor foretaget lange analyser af formodede skjulte spor i teksten.
Det første mysterium angår "Choctaw Ridge", hvor Billie Joe stammede fra, og som fortællerens familie lægger afstand til. Da stednavnene faktisk er autentiske lokaliteter i Mississippi, USA, har der været forskellige teorier om, at teksten handler om racefordomme. En af teorierne går ud på, at fortælleren og Billie Joe havde et hemmeligholdt kærlighedsforhold, som var socialt umuliggjort af, at de tilhørte hver sin race. Et andet stærkt debatteret emne er selve broens symbolske betydning. Ved bordet bemærker fortællerens mor, at "den kønne unge Broder Taylor har fortalt, at han så en pige, der lignede dig meget på Choctaw Ridge, og hun og Billie Joe smed noget ud fra Tallahatchie Bridge." De fleste analyser går ud fra, at den ukendte pige er identisk med fortælleren, og der er fremsat en række formodninger om, hvad der blev kastet i floden på et eller andet tidspunkt før Billie Joes spring i vandet. Midt i sin fortæring af det andet stykke pie genkalder borderen sig en situation, hvor han, hans ven Tom og Billie Joe drillede fortælleren og puttede en frø ned under hendes bluse ved en filmforevisning. Han kommer også i tanker om, at han har set søsteren og Bille Joe den foregående søndag efter gudstjenesten i kirken. Hensigten med disse oplysninger må være at henlede opmærksomheden på, at der var en hemmelig og af familien uønsket forbindelse mellem fortælleren og Bille Joe, og at denne hemmelighed har udløst Billie Joes selvmord, anfører analytikerne.
Det afsluttende vers foregår året efter. Her beretter fortælleren, hvad der er sket siden hændelserne ved middagsbordet. Hendes bror er blevet gift og flyttet til en anden egn; hendes far er død af en infektion og moderen "ser ikke ud til at magte at foretage sig noget". De sidste to linjer lyder: "Og selv bruger jeg masser af tid på at plukke blomster på Choctaw Ridge og kaste dem i det mudrede vand under Tallahatchie Bridge."
Broen, som er central for dramaet, styrtede sammen i juni 1972.

## Sangskriverens kommentarer
Allerede i november 1967 udtalte Gentry i et interview, at spørgsmålet om, hvad der blev kastet ud fra broen var det spørgsmål, hun oftest blev stillet.
"Alle har forskellige gæt på, hvad der blev kastet ud fra broen (...) blomster, en ring, ja endog en baby. Enhver som lytter til sangen kan forestille sig, lige hvad de vil, men den rigtige tolkning, hvis der absolut skal være en rigtig tolkning, handler om den nonchalance, som familiemedlemmerne udviser, når den taler om selvmordet. De sidder og spiser deres bønner og æble pie unden overhovedet at forstå, at Billie Joes kæreste sidder ved bordet og endda er et medlem af familien."
Til spørgsmålet, hvad der blev kastet ud fra broen, har Gentry udtalt: "For det første etablerer det en afgørende forbindelse mellem Billie Joe og pigen, der fortæller historien, pigen ved bordet. For det andet, den kendsgerning, at Billie Joe blev set kaste noget ud fra broen – uanset hvad det var - giver et muligt motiv til, hvorfor han sprang ud fra broen dagen efter."
Da Herman Raucher mødte Gentry som en forberedelse til at skrive en roman og et manuskript til brug for filmatisering af sangen, indrømmede hun, at hun ikke havde nogen ide om motivet. Det interessante var de implicitte temaer. For det første de forskellige reaktioner på hændelsen og dens indflydelse på deres liv. For det andet de to kvinders (pigen og moderen) reaktioner på et stort tab og deres manglende evne til at dele deres sorg.

## Originalmanuskriptet
Det originale manuskript i Gentrys håndskrift findes i University of Mississippi's arkiver og indeholder det vers, som ikke kom med på indspilningen og ellers ikke har været publiceret. Her er pigens navn Sally Jane Ellison og hun viser sig ikke længere i byen, hvorfor folk spekulerer over, hvad hun ved om Billy Jo McAllister’s spring fra Tallahatchie Bridge. Første linje med navnet på pigen er overstreget, og siden er verset blevet udeladt.
Gentry har ikke givet nogen forklaring på denne ændring, men verset fortælles i 3. person og passer derfor stilistisk ikke til de øvrige vers. Da verset handler om de rygter, der er i omløb om Sally, giver det ikke svar på de spørgsmål, analytikere har stillet gennem årene.

## Eksterne links
- "Biography". Ode to Bobbie Gentry. Arkiveret fra originalen 25. oktober 2009. Hentet 21. oktober 2015.
- The Mystery of Billy Joe Arkiveret 27. april 2012 hos  Wayback Machine
- Qvora.com:What really happened in Ode to Bille Joe
- Bobbie Gentry:Ode to Billie Joe